# Emma Bading
Emma Bading (Monheim am Rhein, 12 marzo 1998) è un'attrice tedesca.

## Filmografia parziale

### Cinema
- Halbschatten, regia di Nicolas Wackerbarth (2013)
- Die Kleinen und die Bösen, regia di Markus Sehr (2015)
- Die letzte Sau, regia di Aron Lehmann (2016)
- Berlin Syndrome - In ostaggio (Berlin Syndrome), regia di Cate Shortland (2017)
- Lucky Loser - Ein Sommer in der Bredouille, regia di Nico Sommer (2017)
- 1000 Arten Regen zu beschreiben, regia di Isabel Prahl (2017)
- La mia diabolica amica (Meine teuflisch gute Freundin), regia di Marco Petry (2018)
- In My Room, regia di Ulrich Köhler (2018)
- Grüner wird's nicht, sagte der Gärtner und flog davon, regia di Florian Gallenberger (2018)
- Lieber Thomas, regia di Andreas Kleinert (2021)

### Televisione
- Böser Wolf - miniserie TV, 2 episodi (2016)
- Wir sind die Rosinskis - film TV (2016)
- Der Usedom-Krimi - serie TV, 6 episodi (2014-2019)
- Play - film TV (2019)
- Westwall - miniserie TV, 6 episodi (2021)
- La terapia di Sebastian Fitzek (Sebastian Fitzek's Therapy) - serie TV, 6 episodi (2023)